# 汪致远
汪致远（1941年10月—），安徽嘉山（今明光）人，为汪道涵长子，中国人民解放军将领、2001年，授予中国人民解放军中将，曾任总装备部科学技术委员会副主任。